# ドミグラスソースカツ丼

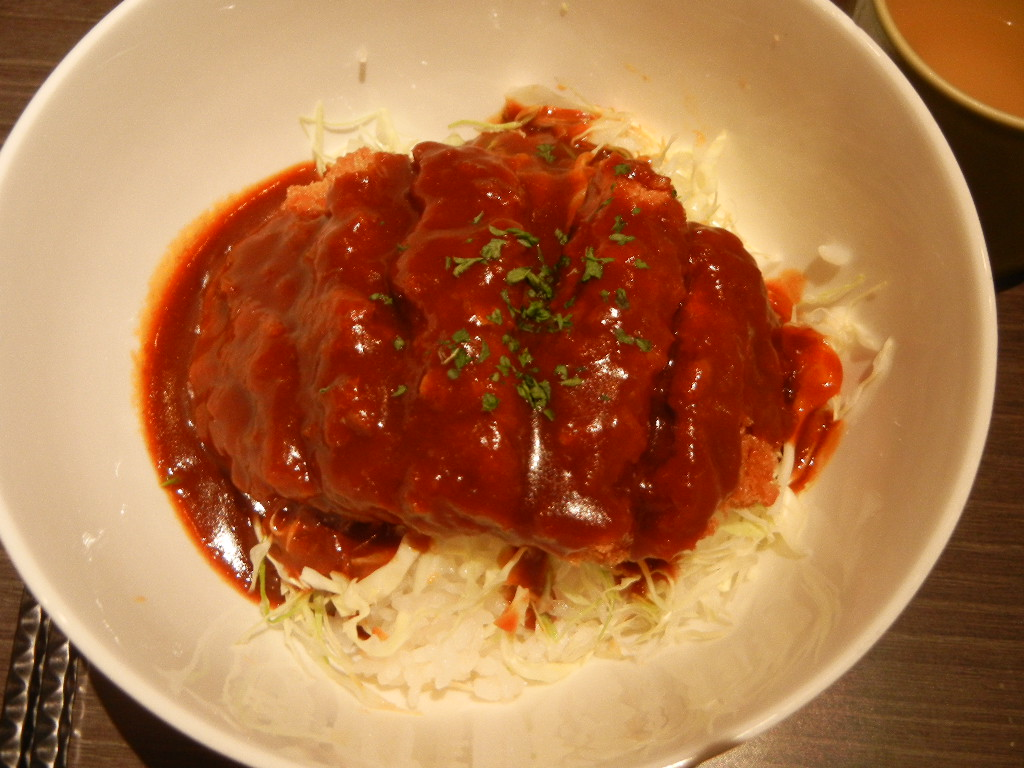
デミカツ丼

ドミグラスソースカツ丼（ドミグラスソースカツどん）は岡山県岡山市のご当地グルメ。丼物のひとつで、カツ丼の一種である。
商品としてはデミグラスソースカツ丼と呼ばれることがもっぱらで、略称はデミカツ丼。単に「カツ丼」として提供する店もある。
以下、日本化されたドミグラス（風）ソースの「デミグラスソース」とフランス料理の「ドミグラスソース」の表記を区別して紹介する。

## 概要
丼鉢に盛った白飯に切り分けた豚カツを乗せ、「デミグラスソース」（後述）をかけたものである。
カツの下に茹でたキャベツを敷いたり、脇にキャベツの繊切りが添えられたりすることが多い。
彩りにグリーンピースを数粒散らしたり、トッピングとして生卵を落としたりする場合もある。

## 歴史
岡山市の料理店「味司野村」の創業者である野村佐一郎が、東京のホテルでの料理修行中に食べた帝国ホテルのドミグラスソースの味に感動して考案し、1931年の開業時より提供を開始した（元々まかない料理だったという説もある）。
その後、市内の大衆食堂や喫茶店、洋食店、ラーメン店なども同様の料理を提供し始め、いつしか岡山市の中心部では多くの店がメニューに掲げるようになった。
代表的な有名店は、ラーメン屋の「だて」、洋食屋の「やまと」、寿司屋の「もりや寿司」などである。
古くからの店の多くはこのタイプのカツ丼を単に「カツ丼」としてメニューに記載しており、卵とじのカツ丼は「卵とじカツ丼」「卵カツ丼」「カツたま丼」などの名称を用いて区別している。
ただし比較的近年にできた店や、岡山市中心部以外の地域では「デミグラスソースカツ丼」等の名称で提供されることが多い。
考案店の「味司野村」は元々会席料理など和食全般を扱う店であったが、現在はカツ丼専門店「カツ丼野村」として営業している。野村のデミカツ丼は正式には「ドミグラスソースカツ丼」と称している（一般的なカツ丼を「玉子とじカツ丼」としても提供している）。ソースのレシピは初代からの一子相伝で、コンビニなどからの商品化打診も多く来ているが断り続けているという。

## 使用されるソース
「味司野村」では本来の（フランス料理の製法に基づく）デミグラスソースを米飯に合うようにアレンジを加えたものを使用しており、その作り方は代々の店主個人しか知らない一子相伝の味であるという。
一方、岡山市の中心部ではデミカツ丼を提供するラーメン店が多く、ラーメンとのセットメニューとしても定番となっている。ラーメン店においては「簡単に作れて安ければ売れる」という発想の元で、煮干しや鶏ガラなどの出汁をブイヨンに見立て、ケチャップとウスターソースで調味するという、いわば「疑似デミグラスソース」（ドミグラス風ソース）の調理方法が広まり、これがデミカツ丼の普及に一役買ったという言及もある。

## 類似料理

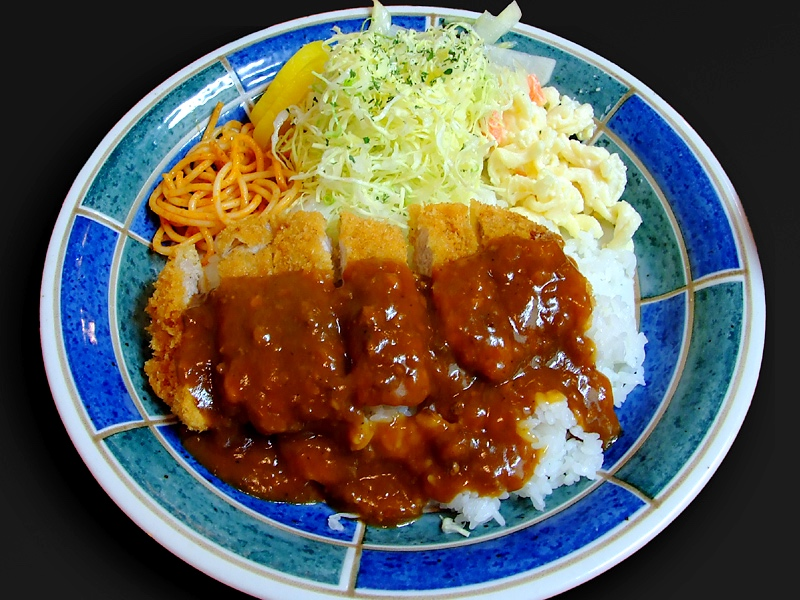
新潟県長岡市の洋風カツ丼

「カツライス」や「洋風カツ丼」といった、（岡山の）デミカツ丼と類似の料理が存在している地域がある。
島根県松江市周辺の「カツライス」や、兵庫県加古川市周辺の「かつめし」、新潟県長岡市の「洋風カツ丼」などがある。